# Lac-Beauport
Lac-Beauport är en kommun i regionen Capitale-Nationale i provinsen Québec i Kanada, en förort till staden Québec belägen cirka 25 kilometer norr om stadens centrum. Invånarantalet uppgick 2021 till 8 164.

## Sport och fritid
Tävlingar vid juniorvärldsmästerskapen i alpin skidsport 2000 avgjordes här.

### Fotnoter
1. 1 2  ”Table 98-10-0004-01  Population and dwelling counts: Canada, provinces and territories, census divisions, census subdivisions (municipalities) and designated places” (på engelska). Census of Population. Statistics Canada. 9 februari 2022. doi:10.25318/9810000401-eng. https://www150.statcan.gc.ca/t1/tbl1/en/tv.action?pid=9810000401&geocode=A000224. Läst 13 augusti 2024.
2. ↑  ”Lac-Beauport” (på franska). Commission de toponymie Québec. https://toponymie.gouv.qc.ca/ct/ToposWeb/Fiche.aspx?no_seq=228390. Läst 2 juli 2024.
3. ↑  ”Results FIS Alpine Junior World Ski Championships” (på engelska). FIS. 21-27 februari 2000. http://data.fis-ski.com/alpine-skiing/results.html?place_search=&seasoncode_search=2000&sector_search=AL&date_search=&gender_search=&category_search=WJC&codex_search=&nation_search=&disciplinecode_search=&date_from=01&search=Search&limit=50. Läst 11 februari 2014.